# Collecchio
Collecchio är en ort och kommun i provinsen Parma i regionen Emilia-Romagna i Italien. Kommunen hade 14 716 invånare (2018).